# لیام بنت (بازیکن فوتبال)
لیام بنت (انگلیسی: Liam Bennett؛ زادهٔ ۳۰ نوامبر ۲۰۰۱) بازیکن فوتبال است.